# Kövess család
A köveskállai nemes és kövessházi báró Kövess család egy régi, dunántúli eredetű magyar nemesi család.

## Története
Már XIII. századból származó okiratok is említést tesznek az akkor még zalai családról, bár a névhasználat sokszor nem egyértelmű, előfordul Kues, Kvesd, Kewes, Keoves, Kewessy, Köves és Kövessy alakban is. Egy érdekes okmány leírja, hogy Pál fia, György, a tihanyi apátság ellen folytatott birtokpert 1351-ben, melyben a nádorispán hozott ítéletet. Nemesi címerlevelet elsőként I. Ferdinánd király udvari káplánja, András (Andreas de Kewes) kapta 1544. február 25-én, aki aztán később veszprémi megyés püspök lett. Amikor a török seregek elfoglalták Veszprémet, akkor András püspök Sümegre tette át székhelyét, ahol unokaöccse, Benedek volt a várkapitány. András püspök közbenjárásával Benedek újabb adományokat kapott, melynek következtében Zala vármegye 20, Vas vármegye 4 és Sopron vármegye egy faluját birtokolta, de az ő tulajdona volt a boldogkői vár is Abaújban. A család a reformáció idején a protestánsokat követte, de az ellenreformáció során ismét katolikus hitre tértek. Sebestyén 1622. június 26-án II. Ferdinándtól újabb nemesi címerlevelet kapott, amit aztán Zala és Somogy vármegye is kihirdetett. A XVIII. században a család egyik ága Ausztriába költözött, ahol régi előnevüket kövessházi-ra cserélték. Ebből az ágból származott Kövess Hermann császári és királyi tábornagy, aki Ferenc Józseftől 1917. augusztus 17-én bárói címet kapott. A családtagok közül megemlítendő még az 1875-ben született Kövess Emil, aki többek között jogtudós és Fejér vármegye főispánja is volt, Kövess Géza hadtörténész és az 1872-ben született Kövess Béla, aki királyi kormányfőtanácsos és a budapesti ügyvédi kamara alelnöke volt.

## Címere
Kempelen Béla művében az 1622-ben kelt címerlevélben leírtakat találhatjuk meg:
Címer: arannyal damaszkolt vörös mezőben könyöklő kék ruhás kar kardot tart; sisakdísz: hármas fehér szikla kiemelkedő középsőjén egyenlő szárú vörös kereszt áll, a szikla előtt pedig a koronán könyöklő kékruhás kar függőlegesen felfelé álló, törökfejen átszúrt kardot tart; takaró: fekete-arany, kék-ezüst.